# 哈奇群島
66°32′S 109°16′E / 66.533°S 109.267°E
哈奇群島（英語：Hatch Islands）是南極洲的群島，位於威爾克斯地的布德海岸，以風車行動的拖拉機駕駛員命名，該群島現時由南極條約體系管理。